# Lijst van nummer 1-hits in de Nederlandse Single Top 100 in 1983
Deze hits stonden in 1983 op nummer 1 in de Nationale Hitparade, de voorloper van de huidige Nederlandse Single Top 100.
| Nummer | Datum        | Artiest                       | Titel                                         |
| ------ | ------------ | ----------------------------- | --------------------------------------------- |
| 229    | 1 januari    | Phil Collins                  | You Can't Hurry Love                          |
|        | 8 januari    | Phil Collins                  | You Can't Hurry Love                          |
|        | 15 januari   | Phil Collins                  | You Can't Hurry Love                          |
| 230    | 22 januari   | Billy Joel                    | Goodnight Saigon                              |
|        | 29 januari   | Billy Joel                    | Goodnight Saigon                              |
|        | 5 februari   | Billy Joel                    | Goodnight Saigon                              |
|        | 12 februari  | Billy Joel                    | Goodnight Saigon                              |
| 231    | 19 februari  | Irene Cara                    | Fame                                          |
|        | 26 februari  | Irene Cara                    | Fame                                          |
| 232    | 5 maart      | Doe Maar                      | Pa                                            |
|        | 12 maart     | Doe Maar                      | Pa                                            |
|        | 19 maart     | Doe Maar                      | Pa                                            |
| 233    | 26 maart     | Nena                          | 99 Luftballons                                |
|        | 2 april      | Nena                          | 99 Luftballons                                |
|        | 9 april      | Nena                          | 99 Luftballons                                |
|        | 16 april     | Nena                          | 99 Luftballons                                |
| 234    | 23 april     | David Bowie                   | Let's Dance                                   |
|        | 30 april     | David Bowie                   | Let's Dance                                   |
| 235    | 7 mei        | Michael Jackson               | Beat It                                       |
|        | 14 mei       | Michael Jackson               | Beat It                                       |
|        | 21 mei       | Michael Jackson               | Beat It                                       |
| 236    | 28 mei       | The Shorts                    | Comment ça va                                 |
|        | 4 juni       | The Shorts                    | Comment ça va                                 |
|        | 11 juni      | The Shorts                    | Comment ça va                                 |
|        | 18 juni      | The Shorts                    | Comment ça va                                 |
|        | 25 juni      | The Shorts                    | Comment ça va                                 |
| 237    | 2 juli       | Stars on 45                   | Stars on 45 Proudly Presents The Star Sisters |
|        | 9 juli       | Stars on 45                   | Stars on 45 Proudly Presents The Star Sisters |
|        | 16 juli      | Stars on 45                   | Stars on 45 Proudly Presents The Star Sisters |
|        | 23 juli      | Stars on 45                   | Stars on 45 Proudly Presents The Star Sisters |
| 238    | 30 juli      | Mike Oldfield & Maggie Reilly | Moonlight Shadow                              |
|        | 6 augustus   | Mike Oldfield & Maggie Reilly | Moonlight Shadow                              |
|        | 13 augustus  | Mike Oldfield & Maggie Reilly | Moonlight Shadow                              |
|        | 20 augustus  | Mike Oldfield & Maggie Reilly | Moonlight Shadow                              |
| 239    | 27 augustus  | Berdien Stenberg              | Rondo russo                                   |
| 240    | 3 september  | Ryan Paris                    | Dolce vita                                    |
|        | 10 september | Ryan Paris                    | Dolce vita                                    |
| 241    | 17 september | DÖF (Tauchen Prokopetz)       | Codo ... düse im Sauseschritt                 |
|        | 24 september | DÖF (Tauchen Prokopetz)       | Codo ... düse im Sauseschritt                 |
|        | 1 oktober    | DÖF (Tauchen Prokopetz)       | Codo ... düse im Sauseschritt                 |
| 242    | 8 oktober    | UB40                          | Red Red Wine                                  |
|        | 15 oktober   | UB40                          | Red Red Wine                                  |
|        | 22 oktober   | UB40                          | Red Red Wine                                  |
| 243    | 29 oktober   | Culture Club                  | Karma Chameleon                               |
| 244    | 5 november   | Lionel Richie                 | All Night Long (All Night)                    |
|        | 12 november  | Lionel Richie                 | All Night Long (All Night)                    |
| 245    | 19 november  | VOF de Kunst                  | Suzanne                                       |
| 246    | 26 november  | The Rock Steady Crew          | (Hey You) The Rock Steady Crew                |
|        | 3 december   | The Rock Steady Crew          | (Hey You) The Rock Steady Crew                |
|        | 10 december  | The Rock Steady Crew          | (Hey You) The Rock Steady Crew                |
|        | 17 december  | The Rock Steady Crew          | (Hey You) The Rock Steady Crew                |
| 247    | 24 december  | UB40                          | Please Don't Make Me Cry                      |
| 248    | 31 december  | Dolly Parton                  | You Are                                       |